# Katedra Najświętszej Maryi Panny w Edynburgu (episkopalna)
Katedra Najświętszej Maryi Panny w Edynburgu (ang. Cathedral Church of Saint Mary the Virgin) – katedra diecezji Edynburga Szkockiego Kościoła Episkopalnego.
Katedra wzniesiona przez Sir George'a Gilbert Scotta, i ukończona przez Johna Olrida Scotta w latach 1874-1890. Kapitularz wzniesiony przez J. Olrida Scotta w 1891 roku; iglice na wieżach zachodnich zostały wzniesione w latach 1913-1917 przez Charlesa Marriota Scotta. Znacząca kościelna neogotycka katedra, w oparciu o wczesnogotyckie źródła i skonstruowana w monumentalnej skali. Plan krzyża z nawą główną sześcioprzęsłową; nawy boczne ze schodkowymi przyporami; duże skrzyżowanie naw; transepty dwuprzęsłowe Kapitularz od północno-wschodniej strony. Kompozycja zdominowana przez centralną iglicę, ozdobioną lukarną z łękami przyporowymi i ośmioboczną dzwonnicą; dwa dalsze podobne wieże od strony zachodniej. Piaskowiec z niektórymi narożnikami z muru ciosowego. Neogotycka zewnętrzna strona charakteryzuje się wysokimi spiczastymi oknami łukowymi z czterolistnym ornamentem w clerestorium. Skromne maswerkami z pojedynczymi kolumienkami. Cofnięte narożne przypory w narożnych kątach. Prace we wnętrzu wykonane przez G.G. Scotta, J.O. Scotta, George'a Hendersona, J. Pittendrigha McGillivraya, Hippolyte'a Le Blanca, Robert a Lorimera i Sir Eduarda Paolozziego.